# Chalarostylis elegans
Chalarostylis elegans är en kräftdjursart som beskrevs av Norman 1879. Chalarostylis elegans ingår i släktet Chalarostylis och familjen Lampropidae. Inga underarter finns listade i Catalogue of Life.